# Sumy
Sumy (ukrainska: Суми lyssna (fil), ryska: Сумы) är en stad i norra Ukraina. Staden är belägen där floden Psel (eller Psiol), en vänsterbiflod till Dnepr, och floden Sumka flyter samman. Den är administrativ huvudort i Sumy oblast. Sumy beräknades ha 256 474 invånare i januari 2022.

## Historia
Sumy grundades 1652 vid Pselflodens strand som ett kosackiskt fort. Det var menat att skydda Sloboda-Ukraina från krimtatarerna. Efter att dessa besegrats och området införlivats i det ryska riket utvecklades Sumy till ett ekonomiskt centrum som gynnades av handeln mellan Putyvl och Moskva. Från 1660 till 1732 växte staden från 2 700 till 7 700 invånare.
Under 1700-talet etablerades en rad fabriker och olika ekonomiska byggnader. Bland annat invigdes en glasfabrik 1710, men det fanns även ett antal garverier, tegelbruk, en tvålfabrik, m.fl. Staden var värd för fyra större marknader varje år. På 1730-talet fanns det fem skolor i staden och i slutet av århundradet (1790) öppnades en statligt finansierad skola som några år senare gjordes om till en gymnasieförberedande skola.
Staden åsamkades stor skada under den tyska ockupationen 1941–1943 under andra världskriget; efter krigets slut återuppbyggdes de förstörda delarna.
Under 1950-talet skedde en snabb industriexpansion med anläggandet av bland annat en möbelfabrik, superfosfatfabrik, betongfabriker och en elektronmikroskopfabrik.

### Administrativ tillhörighet
Från 1658 till 1765 var staden centrum för Sumy-regementet och mellan 1732 och 1743 administrerades samtliga regementen i Sloboda Ukraina från Sumy. 1765-1780 var staden centrum för Sumyprovinsen i guvernementet Sloboda Ukraina, varefter det var länshuvudstad i Vicekungadömet Charkiv fram till 1796. Mellan 1796 och 1835 var staden huvudstad i guvernementet Sloboda Ukraina för att sedan övergå till att bli en del av guvernementet Charkov fram till 1923.

## Ekonomi, forskning och utbildning
Industrin i Sumy utgörs av maskinindustri, kemiindustri, livsmedelsindustri, klädindustri och konstruktionsmaterialindustri. Staden har flera universitet och högskolor, bland annat Sumyuniversitetet, pedagogiskt universitet och jordbruksuniversitet, samt Ukrainas bankakademi. Där finns två forskningsinstitut, ett specialiserat i kompressorer och ett i pumpar för kärnkraft och värmekraftverk.

## Bildgalleri

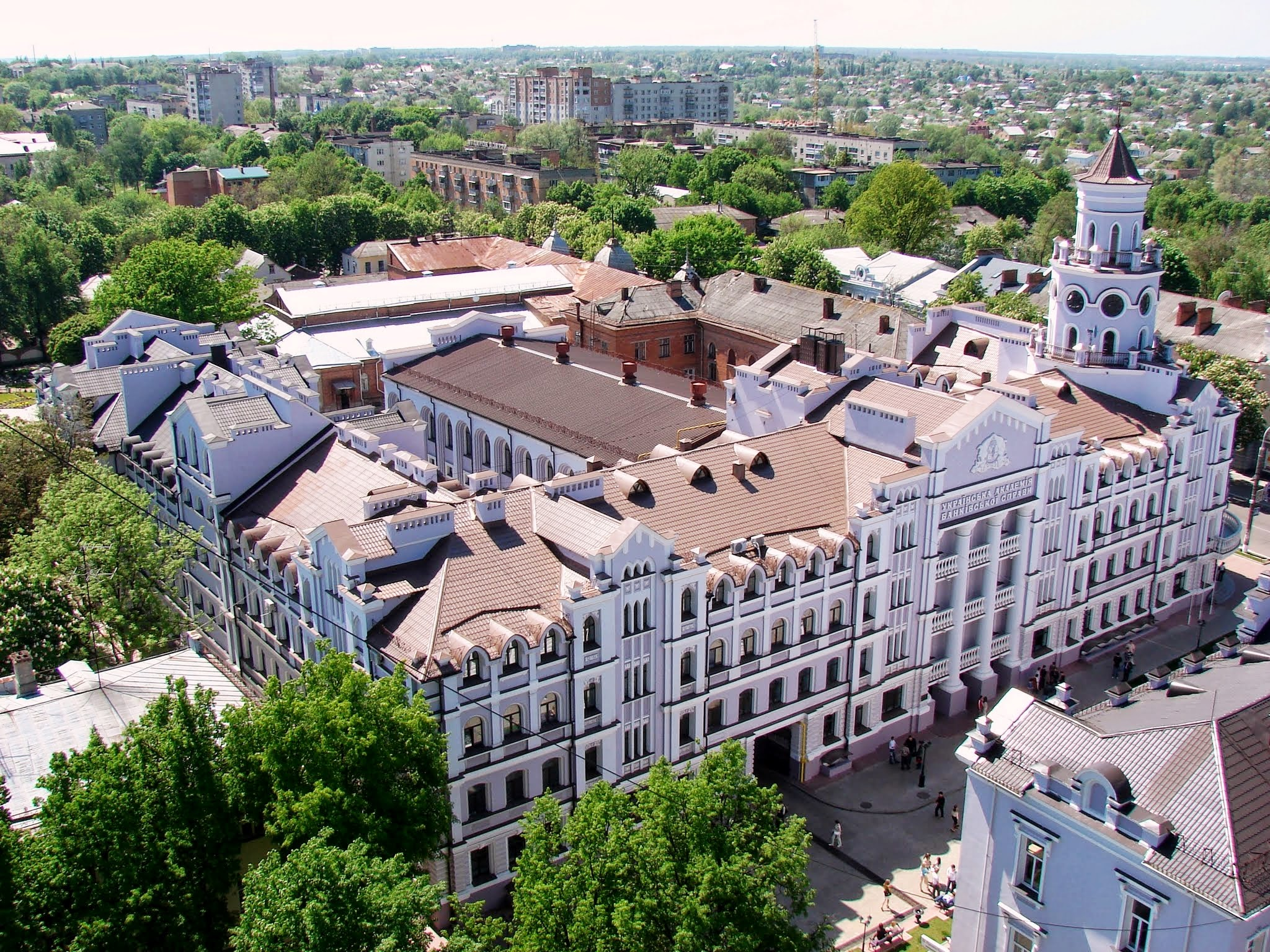
Ukrainas bankakademi.
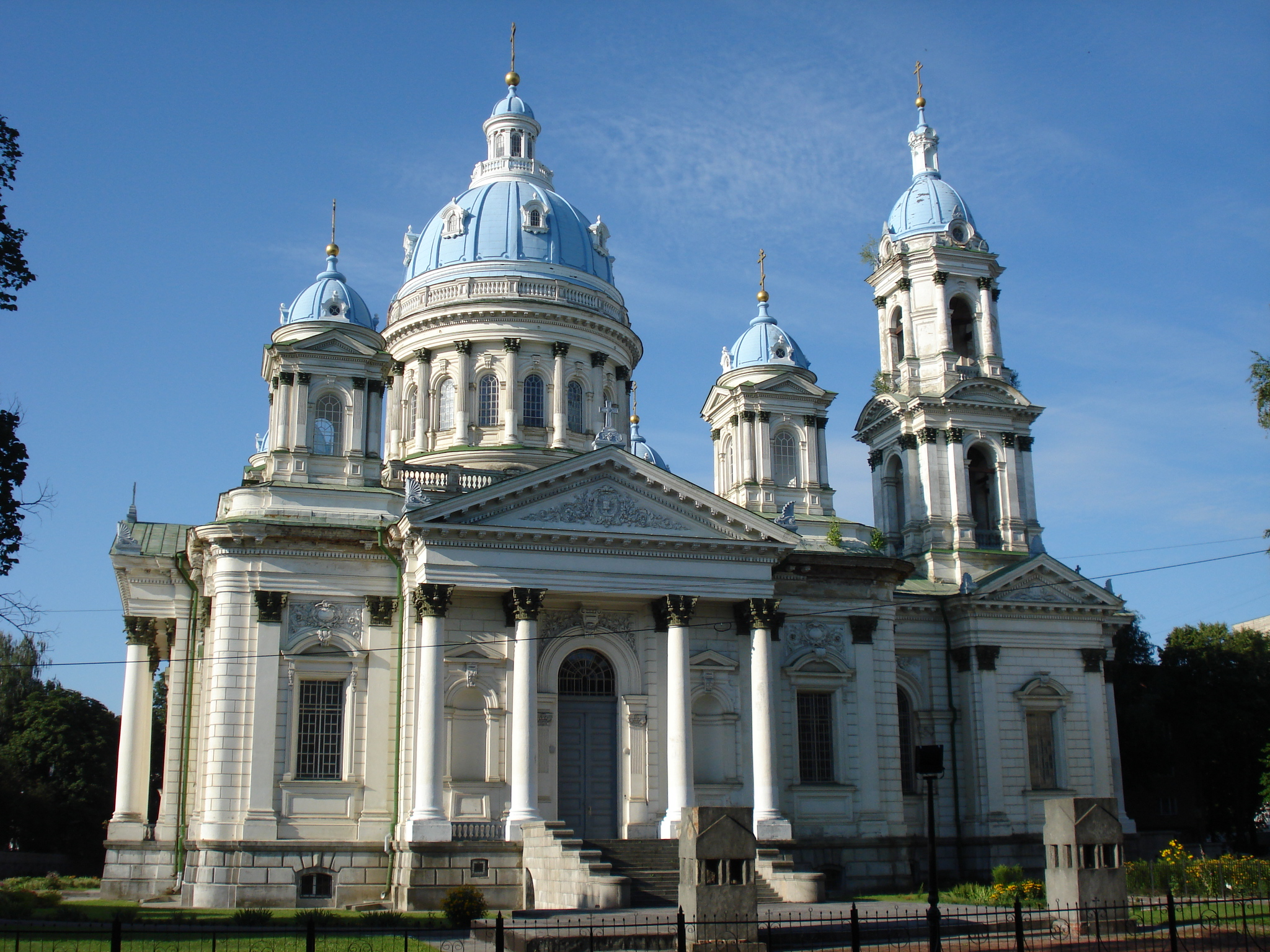
Treenighetskatedralen.
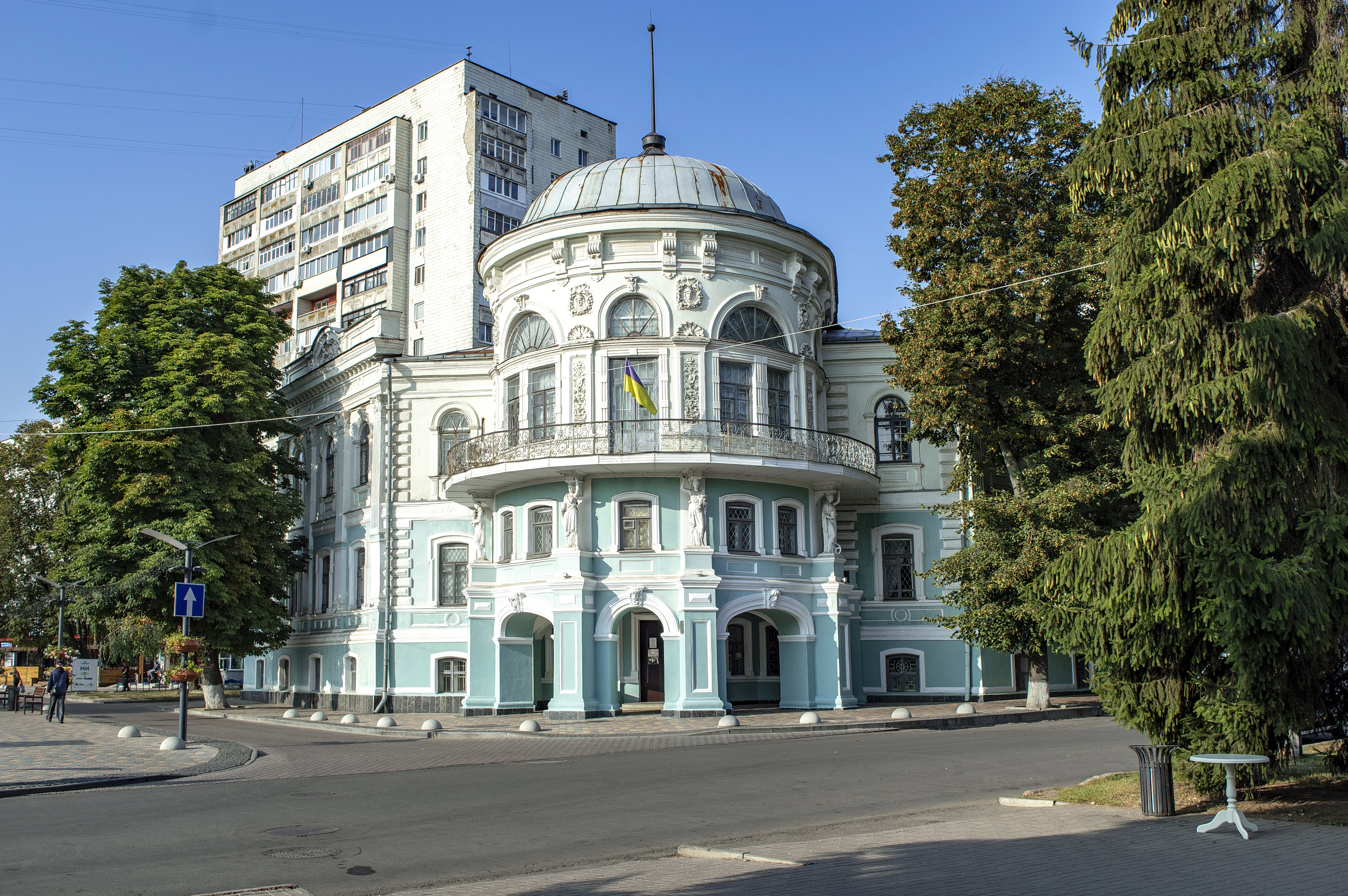
Lokalmuseet.
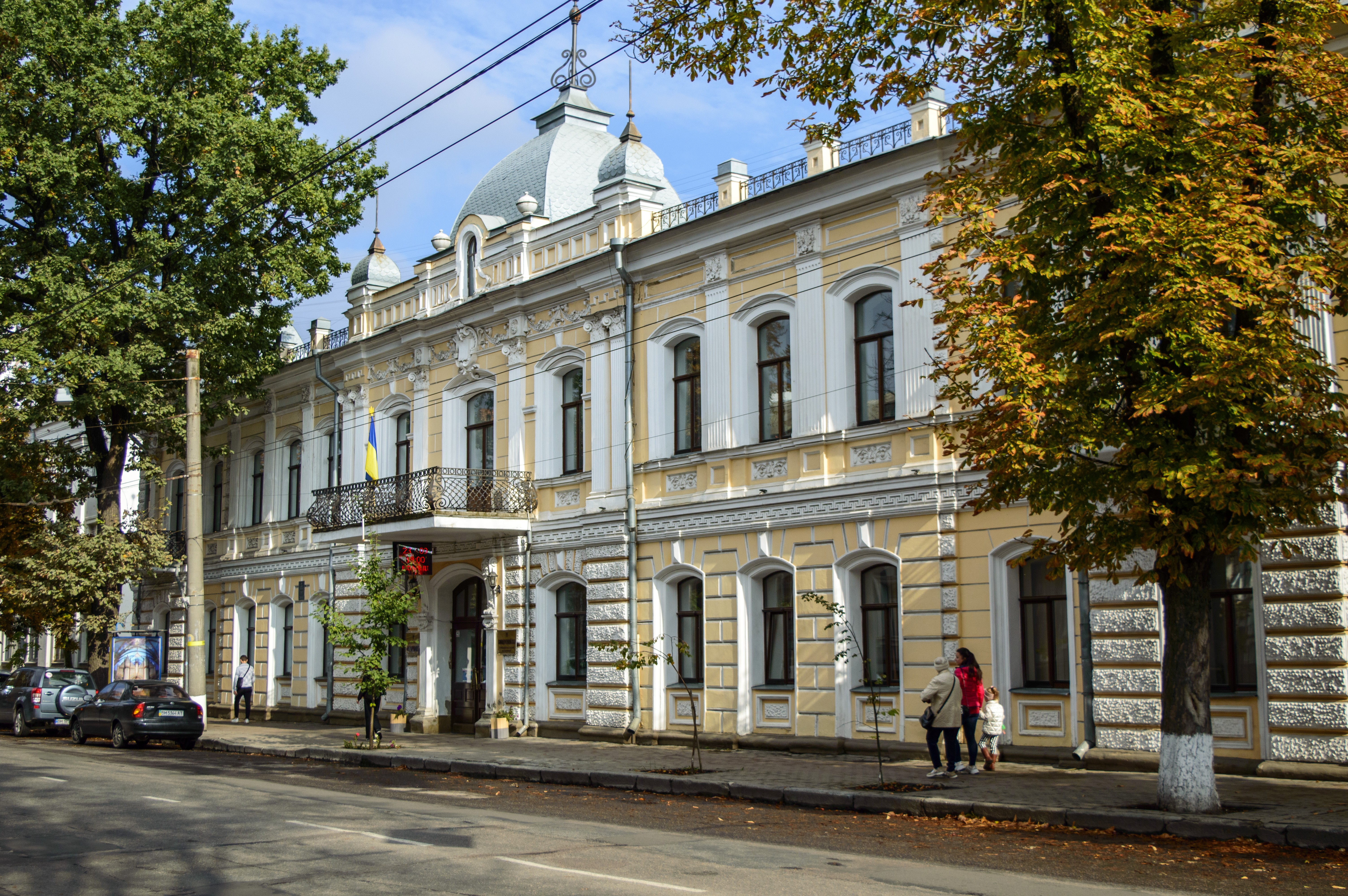
Sumyfilharmonin.
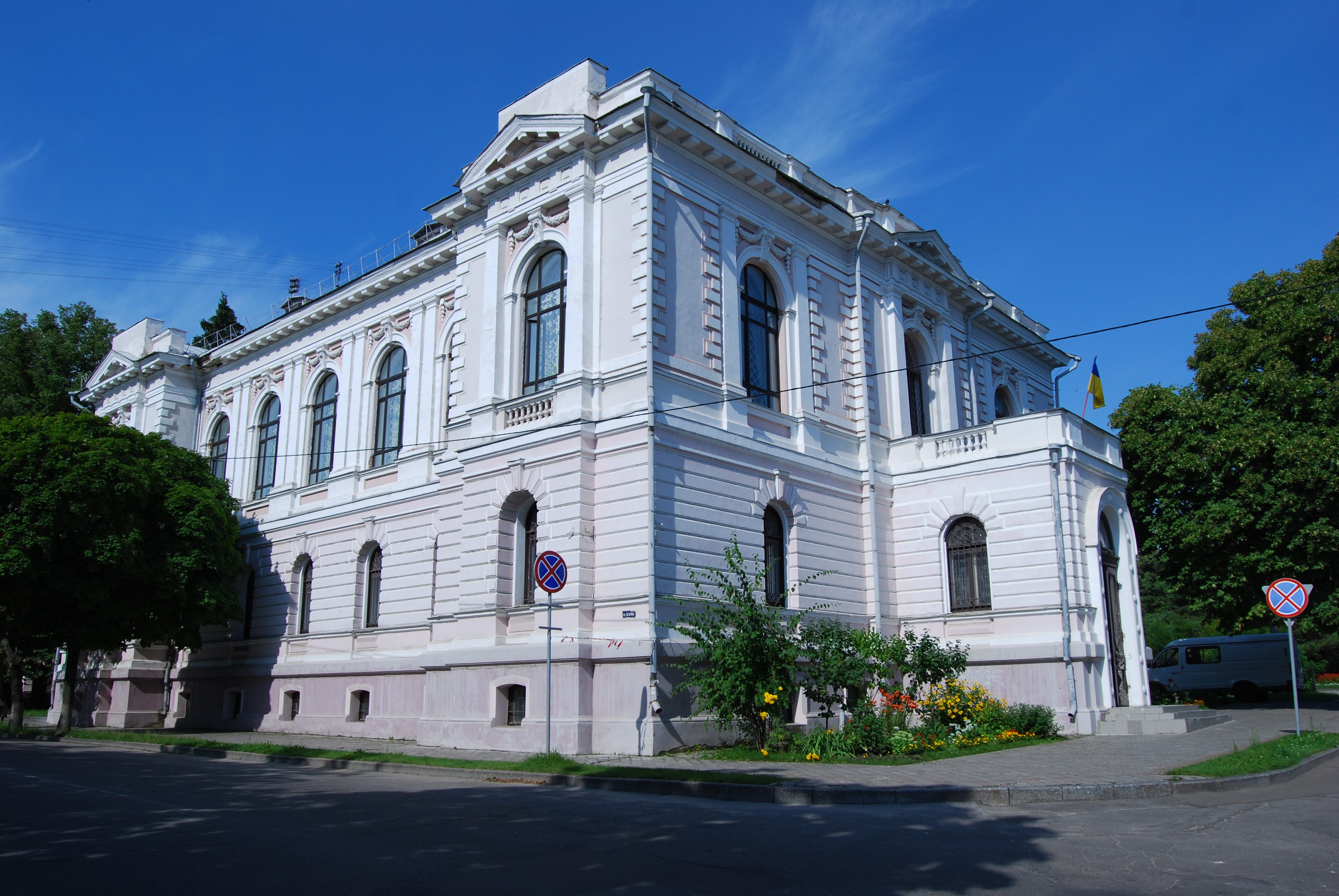
Sumy regionala konstmuseum.